# جامعة فيتاوتاس الكبير
جامعة فيتاوتاس الكبير (بالليتوانية: Vytauto Didžiojo universitetas) هي جامعة عامة في مدينة كاوناس بجمهورية ليتوانيا.

## التاريخ
أُسست الجامعة سنة 1922 كجامعة وطنية بديلة، وعُرفت عند تأسيسها بجامعة ليتوانيا، قبل أن يتغير اسمها سنة 1930 إلى جامعة فيتاوتاس الكبير، في ذكرى مرور خمسة قرون على وفاة حاكم ليتوانيا في القرن الخامس عشر الميلادي فيتاوتاس الكبير، الذي شهدت ليتوانيا في عهده أقصى اتساع لها.

## الحاضر
تُعد جامعة فيتاوتاس الكبير اليوم واحدة من أهم جامعات ليتوانيا، ويدرس بها نحو 8800 طالب، منهم طلاب ماجستير ودكتوراه، كما يعمل بها أكثر من ألف موظف، منهم نحو 90 أستاذًا.

## أساتذة بارزون
- روبيرت فان فورين: ناشط حقوقي وأستاذ علوم سياسية هولندي.
- مارتن لنكز: كاتب إنجليزي.

## خريجون بارزون
- ألخيرداس جوليان غريماس: أكاديمي ليتواني فرنسي مختص بالأدب.
- باوليوس جانكوناس: لاعب كرة سلة.
- جوناس ماتشيوليس: لاعب كرة سلة.
- مانتاس كالنيتيس: لاعب كرة سلة.

## وصلات خارجية
- الموقع الرسمي للجامعة